# Hôtel Fouquet's Barrière
Pour les articles homonymes, voir Fouquet.
L’hôtel Barrière Le Fouquet's Paris est un hôtel de luxe parisien situé à l'angle de l'avenue des Champs-Élysées et de l'avenue George-V (entrée au 46 avenue George-V).
Le nom de l'hôtel est dû à Louis Fouquet, célèbre restaurateur de la Belle Époque, qui a ouvert le 28 septembre 1898 le restaurant du Fouquet's situé au rez-de-chaussée, et dont la salle est inscrite à l'inventaire supplémentaire des monuments historiques.
L'hôtel est aujourd'hui la propriété du groupe Barrière.
Il s'agit d'un hôtel 5 étoiles, membre des Leading Hotels of the World.

## Histoire du bâtiment

### La brasserie duFouquet's
La parcelle cadastrale du Fouquet's est située à un angle, entre l'avenue des Champs-Élysées et l'avenue George-V. Cette parcelle, ainsi que l'immeuble, est achetée dans un premier temps à Joseph Thome.
Entrepreneur sous le Second Empire, Joseph Thome réalise les travaux de l'avenue de l'opéra Garnier, à Paris. Il perce également l'avenue d'Iéna. Joseph Thome parie sur le développement de ce quartier des Champs-Élysées.
Joseph Thome a scrupuleusement respecté les conditions d’Haussmann : aucune saillie n’est permise pour des façades, qui doivent demeurer dans un parfait alignement ; le balcon filant, au quatrième étage, est le seul ornement concédé ; aucune enseigne ne pourra déborder sur la rue.
Le 99 est l’un des derniers témoins architecturaux du début des travaux de l’avenue. L’immeuble est constitué de 5 étages sur une cour intérieure en R+1. L’organisation en façade se fait par un ensemble de 6 travées du 97 au 99 avenue des Champs-Élysées. L’harmonie entre les bâtiments du 93 jusqu’au 99 est perceptible à travers les baies et différentes menuiseries, tout comme avec les portes-cochères des 93, 95 et 97-99, au dessin parfaitement identique et qui rythme la progression sur l’avenue. Comme de nombreux immeubles haussmanniens destinés à accueillir l’élite financière, politique et culturelle, deux escaliers secondaires sont implantés. Parmi les locataires prestigieux, Paul Deschanel et la comédienne Cécile Sorel

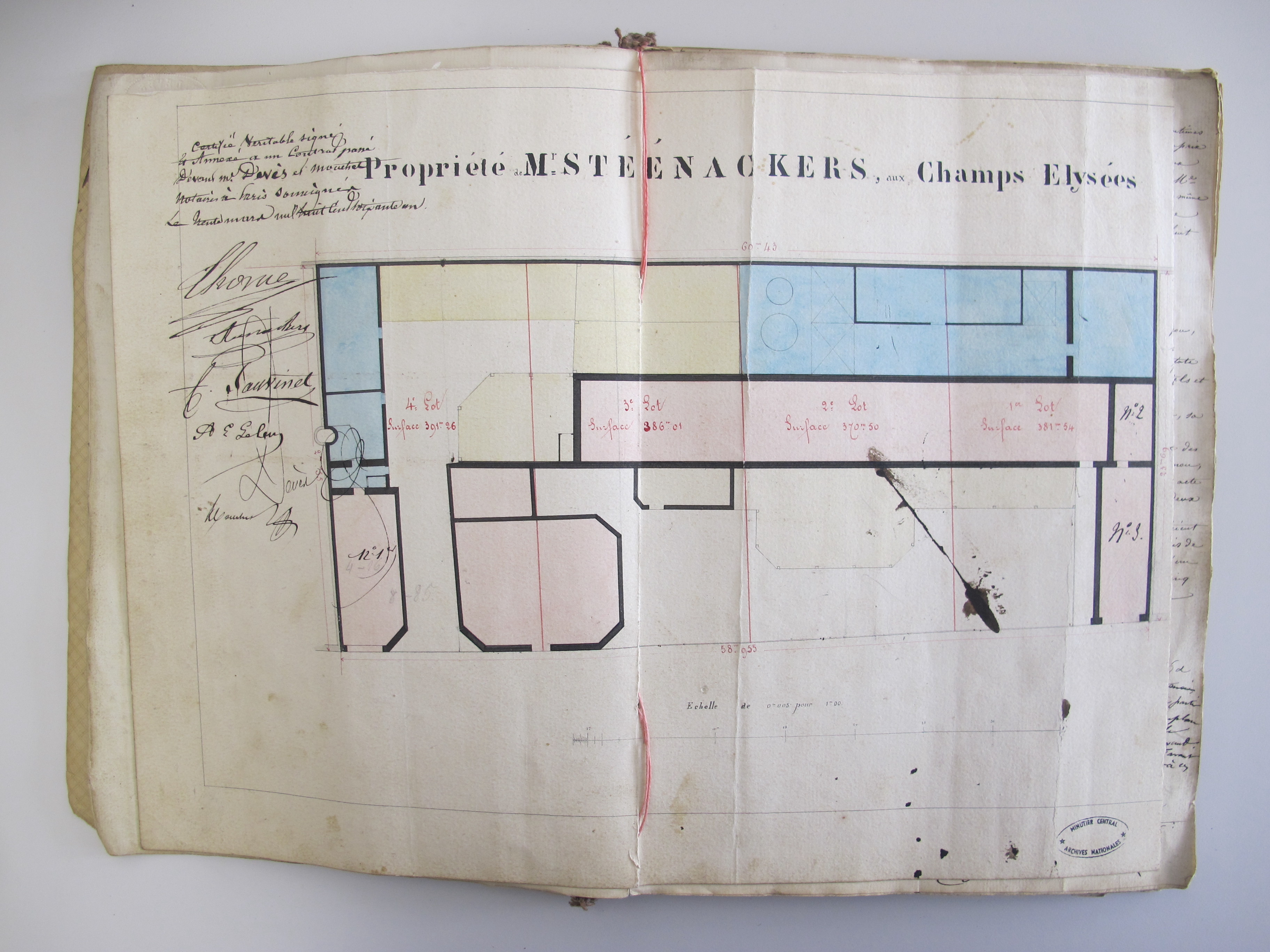
Dossier notarial de vente de la parcelle du Fouquet's.

### Création d'un hôtel
En 1998, le restaurant, en redressement judiciaire depuis deux ans, est racheté par le groupe Barrière, qui a pour projet de s'implanter à Paris. Le site fait l'objet d'important avant de réouvrir en 2000.
Le groupe a pour projet de créer un hôtel dans les étages du bâtiment du Fouquet's. L’architecte Édouard François se voit confier le projet d’unifier l’ensemble des bâtiments pour en faire un seul et même établissement. Pour cela, il crée le concept du « moulé-troué ». Dans ce procédé, à l'arrière de l'hôtel, au croisement de la rue Quentin-Bauchart et de la rue Vernet, une façade haussmannienne authentique est moulée et appliquée sur les façades à rénover, puis peinte en gris. Elle est ensuite percée d'ouvertures, totalement indépendantes du dessin haussmannien mais pertinentes au regard des plans et du confort des chambres. Jacques Garcia, qui avait rénové Le Normandy à Deauville, est chargé de la décoration intérieure. À son ouverture en 2006, l’hôtel comprend 81 chambres et suites, 2 restaurants (le Fouquet's et Le Joy), 3 bars (L’Escadrille, Le Joy et Le Marta), un spa et des salons de réception au premier étage de la brasserie.

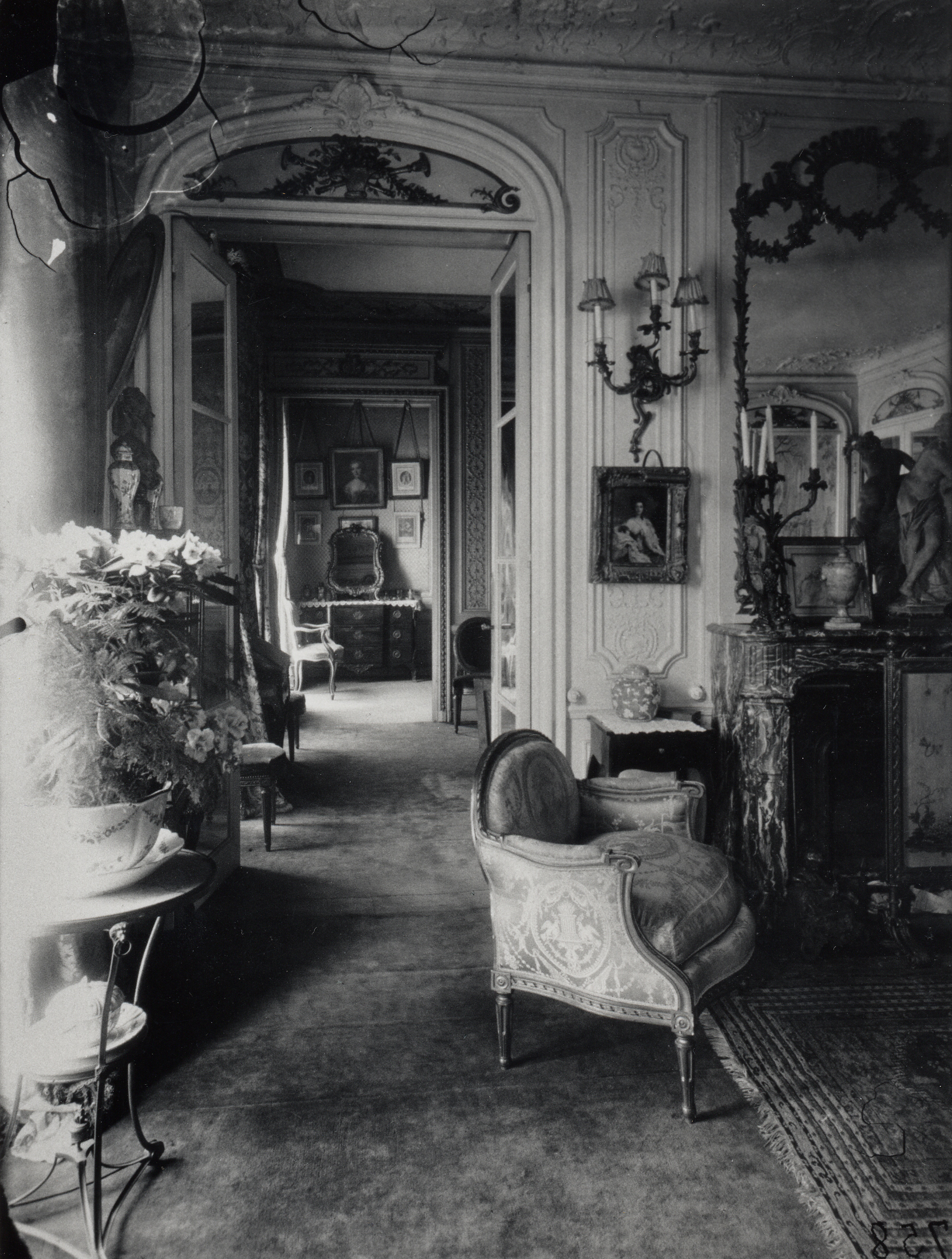
Ancienne pièce des étages supérieurs de l'immeuble du Fouquet's.
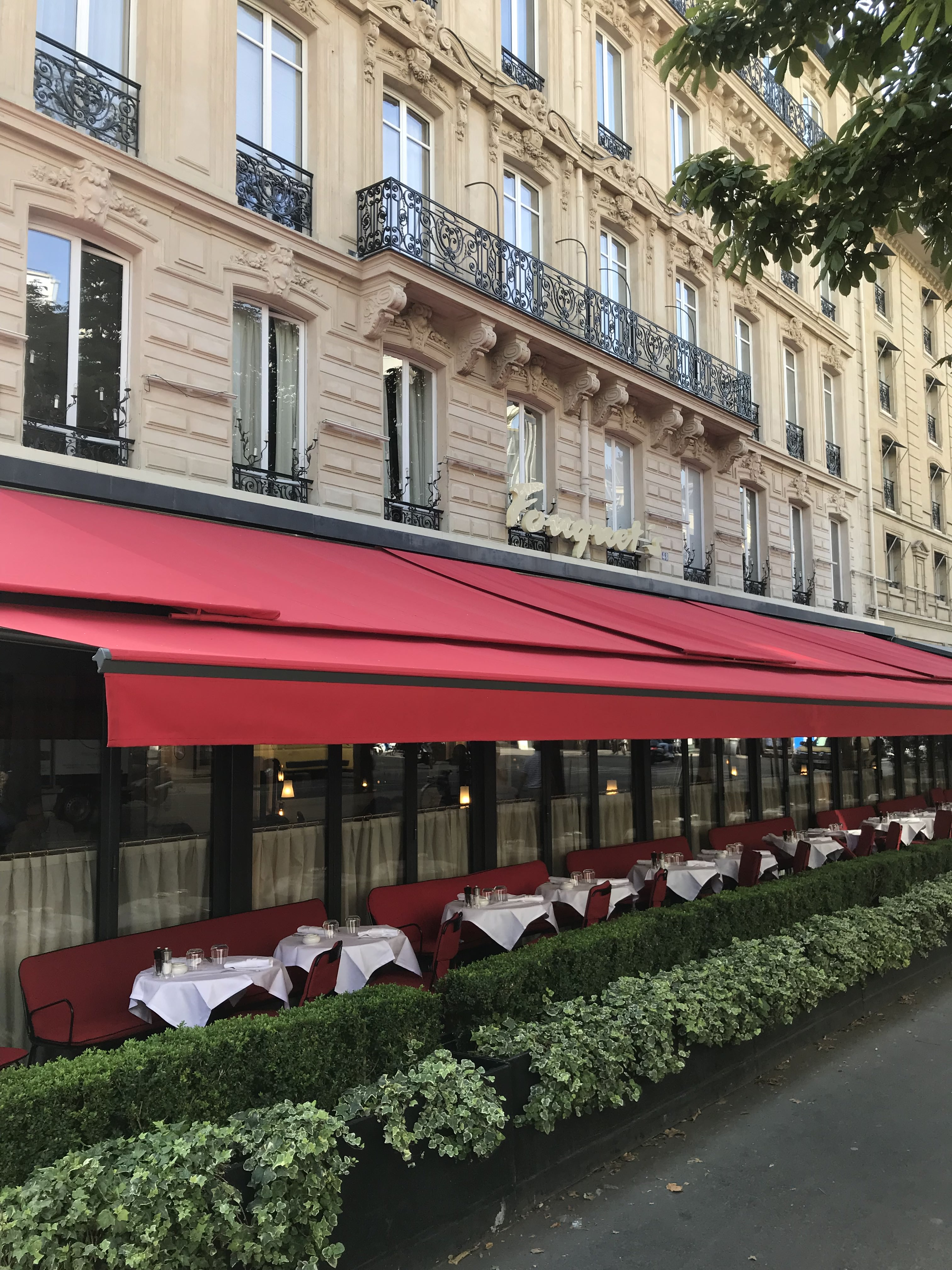
Fouquet's Paris, terrasse George-V.
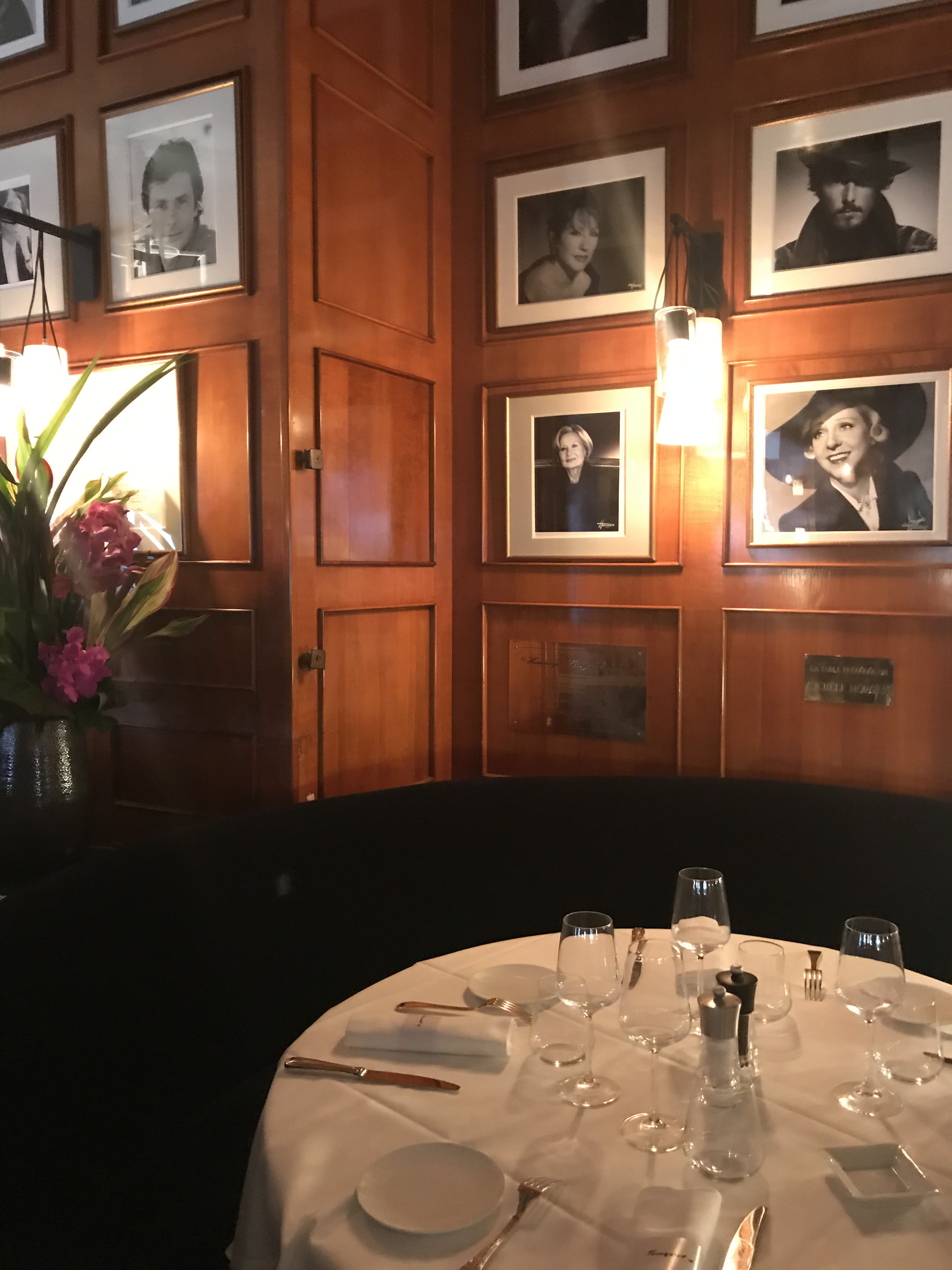
Intérieur restaurant du Fouquet's.